# X線分光撮像衛星

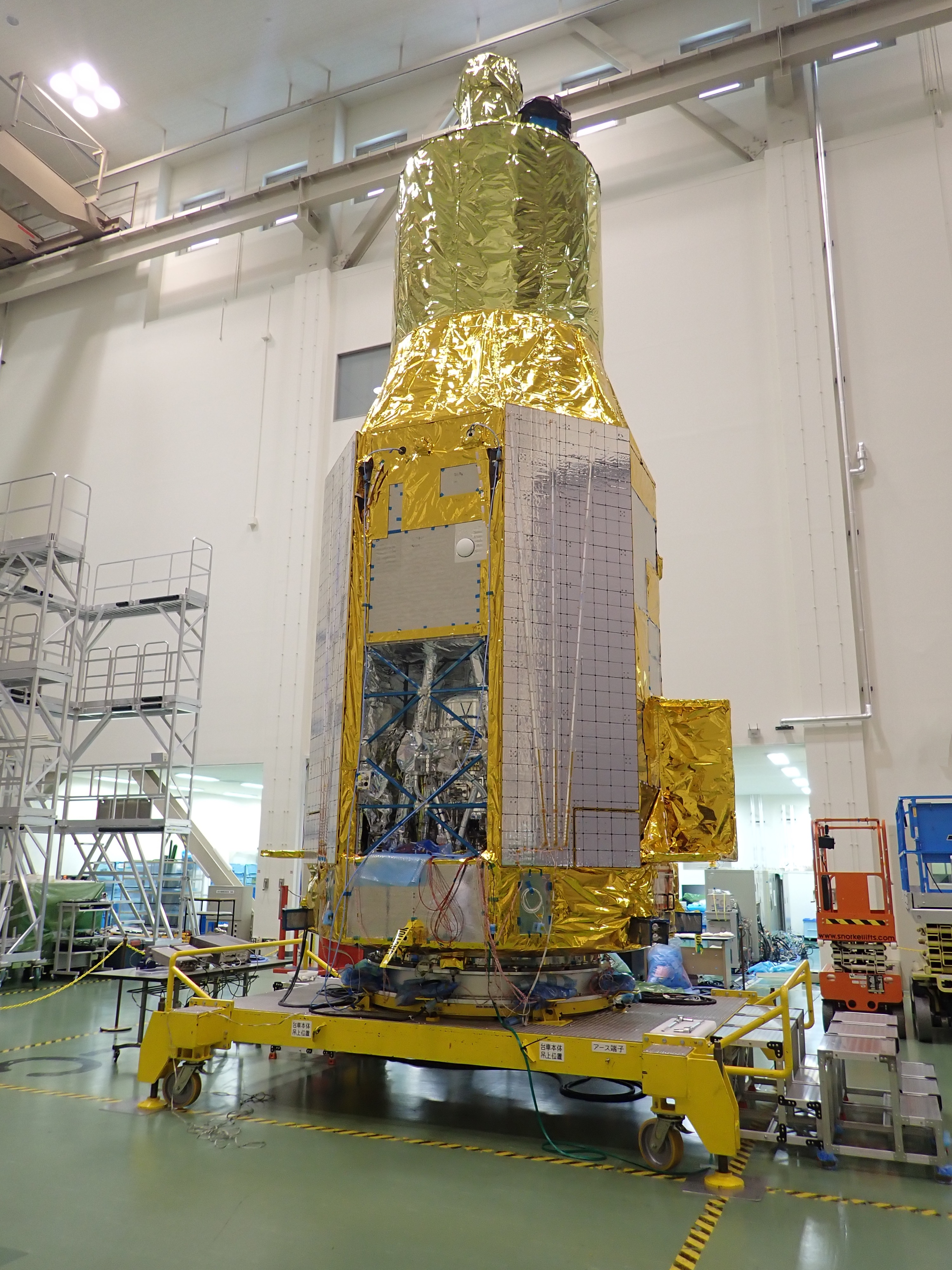
XRISM、筑波宇宙センター

X線分光撮像衛星（えっくすせんぶんこうさつぞうえいせい）、XRISM（クリズム、X-Ray Imaging and Spectroscopy Mission）は、宇宙航空研究開発機構 (JAXA) 宇宙科学研究所 (ISAS) が開発したX線天文衛星。H-IIAロケット47号機で2023年9月7日午前8時42分11秒に種子島宇宙センターから打ち上げられた。
2016年に打ち上げ・運用終了した先代のX線天文衛星ひとみ（ASTRO-H）の後継機であり、ひとみでの協力に引き続いてアメリカ航空宇宙局 (NASA)、欧州宇宙機関 (ESA) との国際協力ミッションである。特にNASAではJAXA主導の下に行うジョイント・プロジェクトとして位置付けしている。総開発費269億円。

## 概要
プリプロジェクトの段階では「X線天文衛星代替機 (X-ray Astronomy Recovery Mission: XARM)」という仮称で呼ばれていたが、プロジェクト移行時に「X線分光撮像衛星」と変更された。他の日本の人工衛星と同様に名称を公募するかについては未定。
「ひとみ」に搭載されていた硬X線関連や軟ガンマ線の観測機器は搭載されず、軟X線に絞った構成となっている。

### ミッション
銀河団の圧力のバランスがどのように釣り合っているかを調べて銀河団の構造形成の歴史を調べること，宇宙の化学組成の進化を調べること，ブラックホール周辺の物質の動きを調べることで一般相対論的時空構造を解明することの3点を主な目的としている。
観測対象はJAXA、NASA（アメリカ・カナダ）、ESA（加盟国）がそれぞれ公募し、予め決まった時間配分の中で観測され、観測結果は世界中の研究者に公開される。第一期公募観測提案（観測期間は2024/9から2025/8）には観測時間の5.6倍にあたる応募があり、104天体が採択された。

## 設計

### スラスタ噴射異常発生に備えた対策
XRISMは、「ひとみ」で発生した異常に対しては様々な対策が講じられており、直接の原因となったスラスタ噴射異常についても異常発生を防止する対策が講じられていた。しかし、スラスタ噴射異常が発生した場合の対策を講じるようNASAからの要請があったため、「設計範囲内では想定できない要因」によってスラスタ噴射異常が生じた場合の対策として、衛星の回転が閾値を超えた場合はスラスタ噴射を停止する機能を追加することで衛星のロバスト性と信頼性の向上を目指すこととなった。

### ミッション機器の不明事象
ミッション機器の試験中に不明事象が生じ、原因究明と対策検討に時間を要していた。

## ミッション機器

### XMA

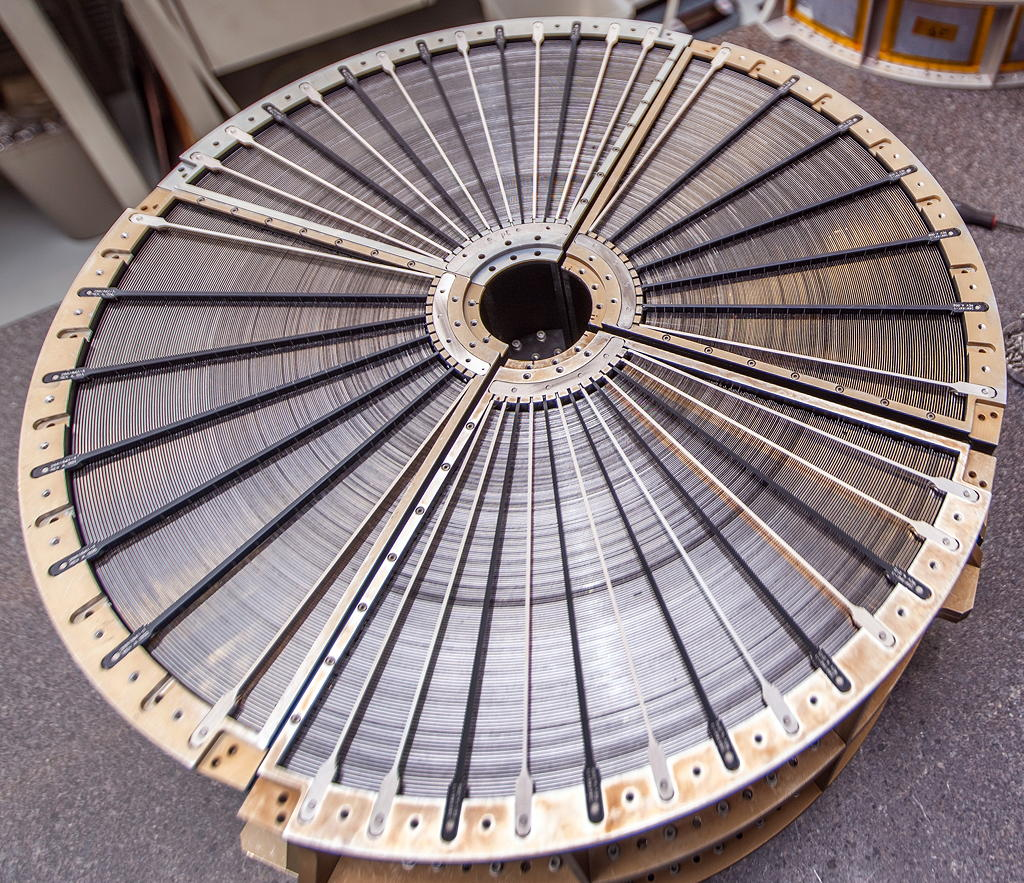
XMA（X線望遠鏡）

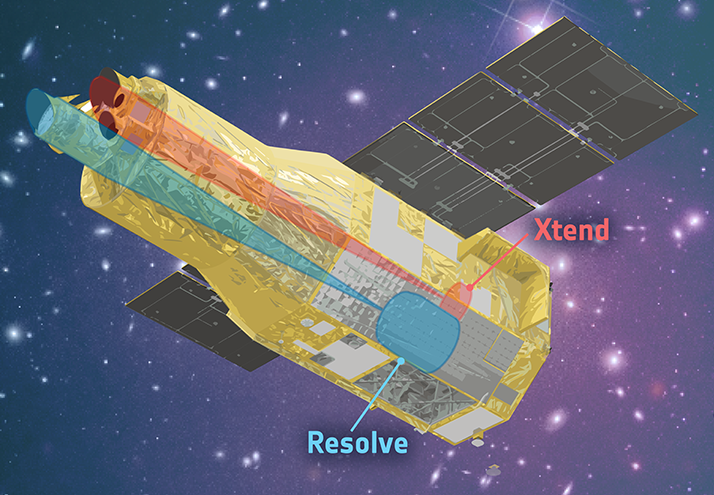
XMAとセンサ2種の位置関係

X線望遠鏡 XMA（X-ray Mirror Assembly）は、X線を集光する望遠鏡で、203層のアルミニウム基板の反射鏡を同軸上に重ね、円周方向に4分割（2式で1,624枚使用）されている。1°程度の入射角度で入ってきたX線を層の間で2回反射させてセンサに集光する。Resolve用とXtend用で同じものを搭載している。NASAのゴダード宇宙飛行センターで開発され、手作業で1年半かけて組み上げられている。
- 焦点距離：5.6m[6]
- 直径：45cm

### Resolve

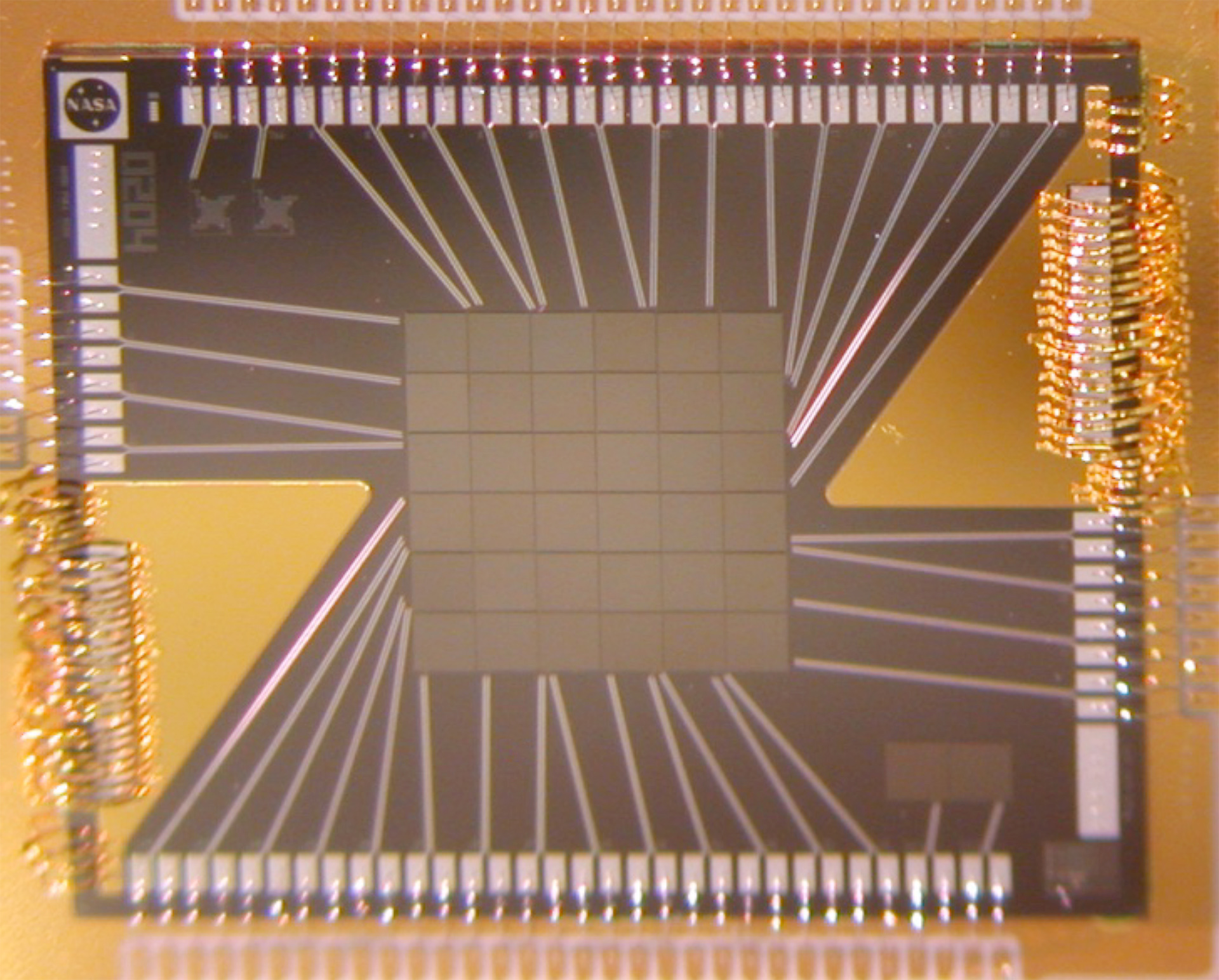
Resolve（マイクロカロリメータ）

軟X線分光装置 Resolveは、マイクロカロリメータを使用した精密分光器。広い観測帯域で中性子性などの点光源や銀河団などの面光源も観測できる。X線光子がセンサのX線吸収体に当たった際の温度上昇を計測することで観測を実現している。原子番号7番の窒素から28番ニッケルまでが観測対象となり、宇宙に多く存在する鉄のスペクトル帯域で高い精度を持つことが特徴。X線のエネルギー（電子ボルト）分解能によって元素特有の特性X線波長を区別でき、その元素の温度や、天体の膨張、ブラックホールを公転する天体の公転速度など、これまでのX線天文衛星では観測できなかった現象も測定可能となる。
- 検出器部（CSI、NASAが開発）[6]
  - 画素数：6×6画素
  - 視野角：2.9分角×2.9分角
  - 画素サイズ：5mm×5mm
  - 観測帯域：0.3keV - 12keV
  - エネルギー分解能：7eV以下（6keV時・要求値）
    - Resolve保護膜 非解放状態での実測値は5eV以下[19]

  - X線吸収体：水銀テルル（HgTe）
  - 温度計：シリコン半導体
  - センサ動作温度：-273.1℃（0.05K）
- 冷凍機：超流動ヘリウム・多段冷凍機による
- フィルタホイール（ESA/SRONが開発）
  - X線減衰フィルタ3種類
  - センサ較正用として放射性同位体Fe-55（英語版）、変調X線源MXSを搭載

#### 保護膜
Resolveには地上における大気や打ち上げ後のアウトガスから検出部を保護するために、X線入射部に保護膜を配置しており、打ち上げ後に開放する設計になっている。保護膜は250μm厚のベリリウム膜で、約1.8keV以上の高エネルギーX線は透過される。これを開放することによって観測帯域が広がり、低エネルギーX線側が0.3keVまで観測可能になる。

### Xtend
軟X線撮像装置 Xtendは、満月よりも大きな画角の広い視野を持つX線CCDカメラ（SXI）。汎用天文台としての運用が期待される。
- 検出部[6]
  - センサ：裏面照射型CCD
  - 視野角：38分角×38分角
  - 画素数：1,280×1,280画素
  - 観測帯域：0.4keV - 12keV
  - エネルギー分解能：250eV（EOL、6keV時）
  - センサ動作温度：-110℃
- 冷凍機：一段式スターリング冷凍機

## 運用史

### 計画
2021年度中に、小型月着陸実証機SLIMを相乗りさせてH-IIAロケットで打ち上げることが予定されていたが、2020年になって以下の理由により打ち上げを2022年度に延期、さらに2023年5月に再延期とされた。しかし、2023年3月7日に行われたH3ロケット試験機1号機の打ち上げが失敗し、その原因がH-IIAロケットと共通している部品とみられたため、その対策を行う影響で最終的には2023年8月26日が打ち上げ予定となっていた。
しかし、天候不良のために同月27日、28日と次々に延期され、最終的に同月28日の上空の強風のために打ち上げ中止となり、打ち上げは再々延期となった。
その後、打ち上げ予定が9月7日午前8時42分11秒 (JST)、予備期間が9月8日から15日までとして発表された。

### 打ち上げ
- 2023年9月7日、予定どおり午前8時42分11秒に種子島宇宙センターから打ち上げられ、搭載していたXRISMを14分後に軌道に投入し、打ち上げは成功した（月面着陸を目指す小型実証機SLIMも打ち上げ48分後に軌道に投入）[26]。

### 運用
- 2023年
  - 9月11日、初期運用のうちクリティカル運用期間の終了を発表[27]し、コミッショニング期間（衛星の基本機能性能確認）[18]に移行。
  - 11月4日・5日、Resolveの保護膜開放運用を実施するが開放できず。12月までに更に2回開放を試みるが開放されず[16]。

- 2024年
  - 1月5日、試験運用による初観測（ファーストライト）のデータを公開[28]。
  - 2月8日、初期運用を終了し、定常運用に移行[19]。
  - 3月、Resolveの保護膜の4回目の開放運用が検討されたが、当面保護膜を閉じた状態で観測することとなり実施せず[16]。
  - 9月4日、初期性能検証観測を完了。40天体を観測した[16][29][30]。
- 2025年9月、第一期公募観測（GO1、Guest Observation 1）完了予定。Resolveの保護膜開放運用の実施を計画中[16]。